# 낸시 리 그란

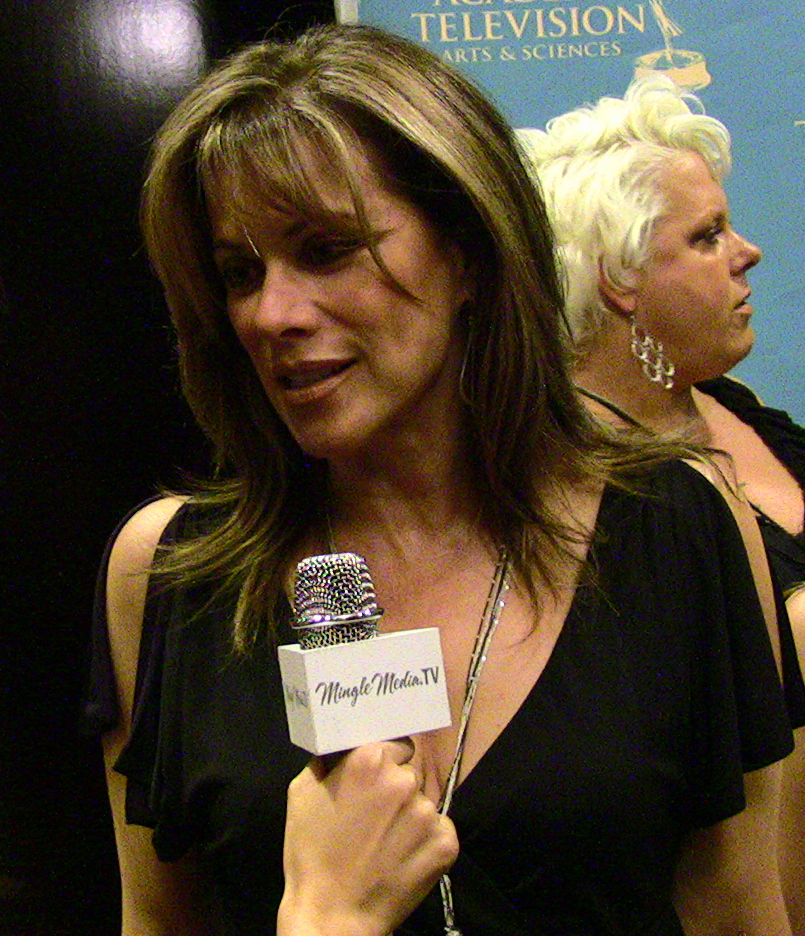

낸시 리 그란(Nancy Lee Grahn, 1958년 4월 28일 ~ )은 미국의 배우, 텔레비전 배우, 영화배우이다.
스코키에서 태어났다.

## 방송
- 제7의 천국
- 회색 게임
- 제너럴 호스피털

## 영화
- 제7의 천국 (1996년)
- 일리언 3 (1994년)
- 페리 메이슨 - 글래스 코핀의 사건 (1991년)
- 원 라이프 투 리브 (1968년)